# 吉田千尋
吉田 千尋（よしだ ちひろ、1975年10月12日 - ）は、元中国放送アナウンサー。

## 人物・来歴
広島県広島市中区出身。法政大学法学部政治学科卒業、1999年中国放送（RCC）入社。血液型はA型、星座はてんびん座。愛称は「ちーちゃん」。
ニュースやバラエティ番組など数多くの番組をテレビやラジオで担当。またRCCの中古車展示場「MEGA」のCMに横山雄二アナウンサーとともに出演。毎年、フラワーフェスティバルでは『フラワーポップキューブ』を担当。
2010年4月4日のブギウギYo!楽堂の放送でRCCを退職すると発表。

## 担当番組

### テレビ
- ゴルフの花道
- イブニングふぉ～
- 女子アナ天国マル生じゃ[2]
- 西田篤史の週刊パパたいむ → パパたいむピオラ[3]
- ごじテレ。
- コンプレX
- モテモテロック
- 第九ひろしま2009（MC）
- 瀬戸内釣り物語

### ラジオ
- 平成ラヂオバラエティごぜん様さま
- 呉・その今日と明日（呉市政情報番組）[1]
- ブギウギYo!楽堂
- ラジON ～王様ヨコヤマパンチ!
- なんでもジョッキー
- ひろみとちひろの心はエバーグリーン[1]
- ラジオチャリティーミュージックソン（アンガールズと24時間メインMC）